# Chiesa della Beata Vergine Assunta (Serramazzoni)
La pieve di Rocca Santa Maria, anche nota come pieve di Santa Maria Assunta o chiesa della Beata Vergine Assunta, è la parrocchiale patronale di Rocca Santa Maria, frazione del comune italiano di Serramazzoni, in provincia di Modena. Appartiene al vicariato di Serramazzoni nell'arcidiocesi di Modena-Nonantola. Il luogo di culto risale al IX secolo o al periodo carolingio ed è una delle più antiche pievi della montagna modenese.

## Storia

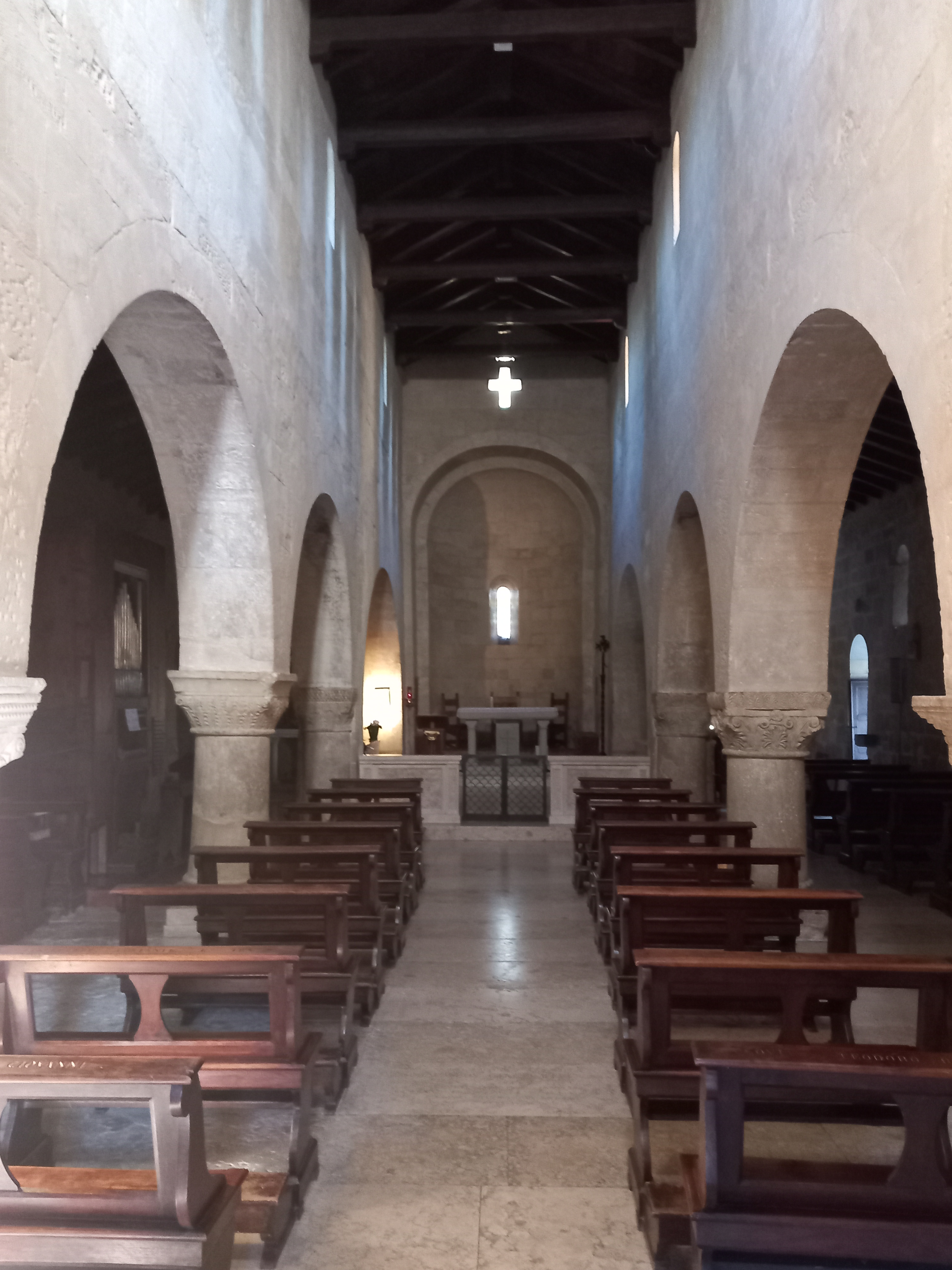
Interno - navata centrale

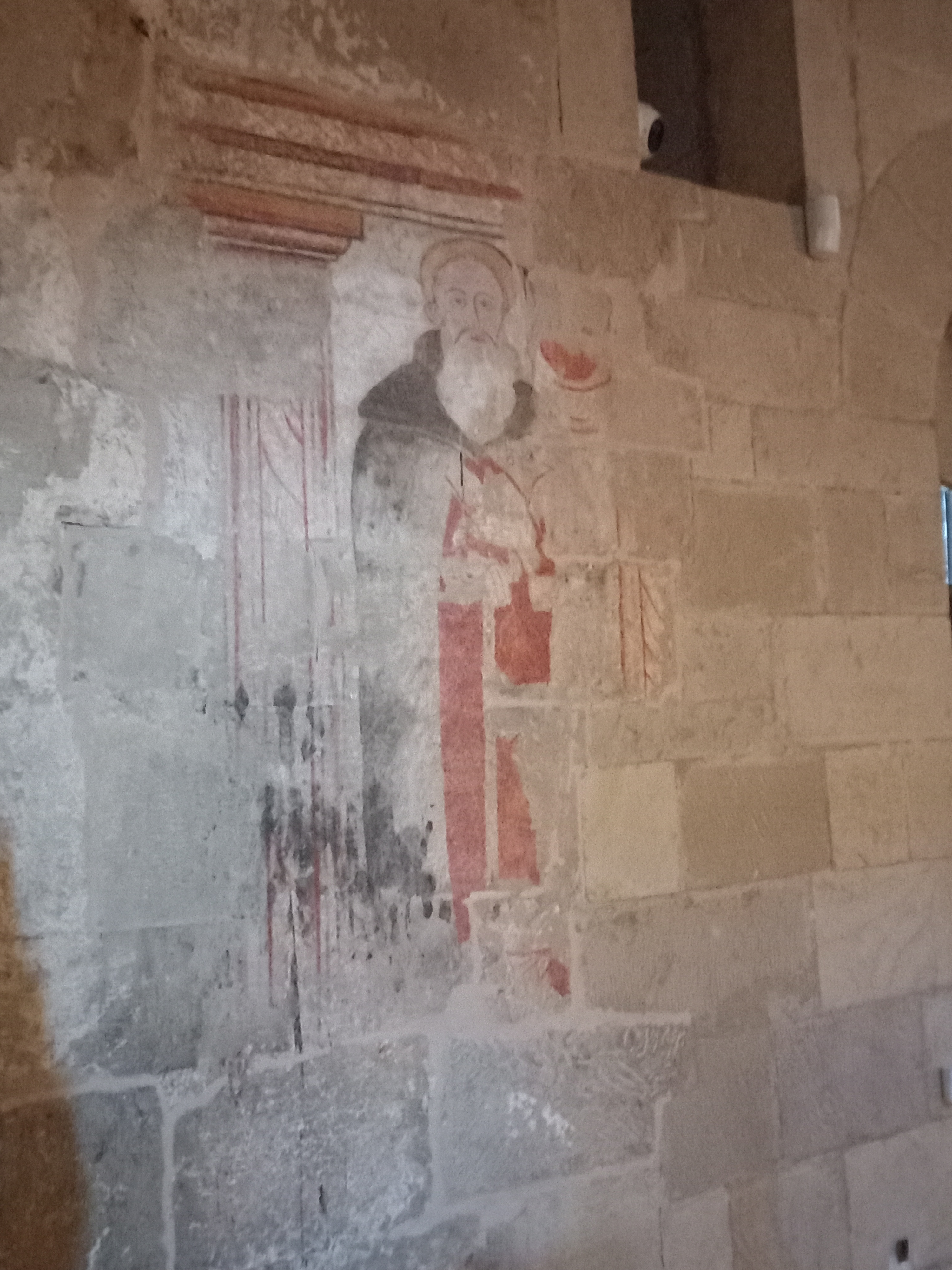
Resto di affresco

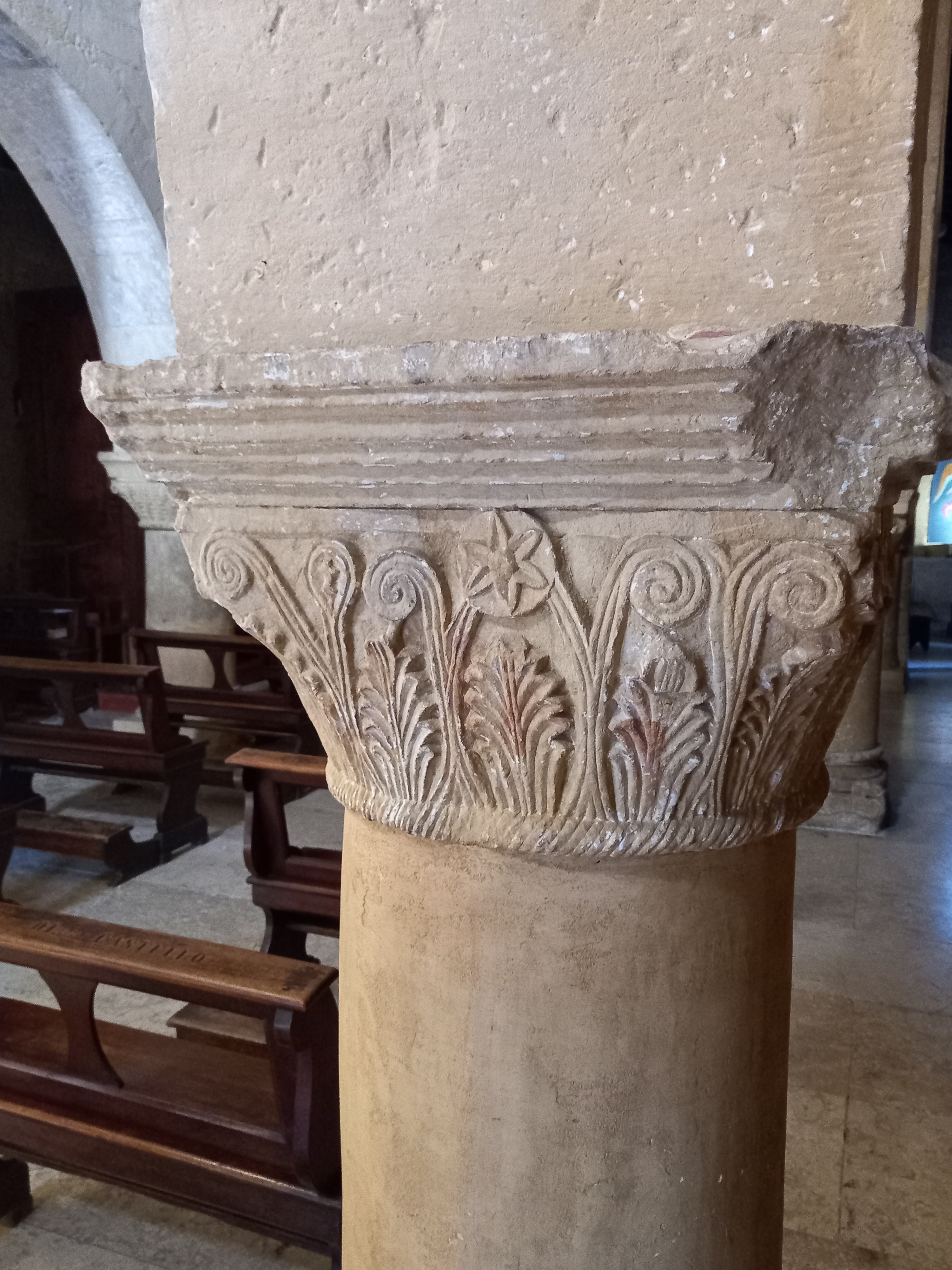
Uno dei capitelli all'interno della chiesa

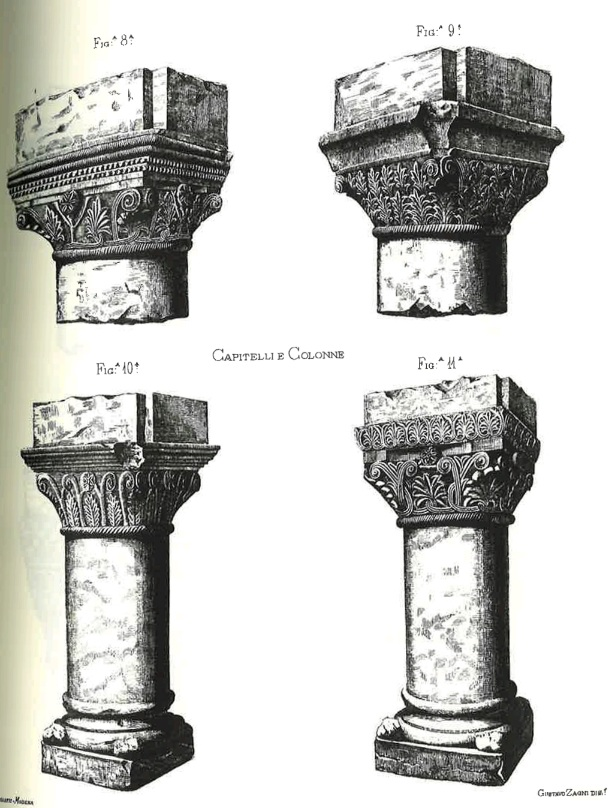
I capitelli in una stampa

La chiesa di Rocca Santa Maria venne citata già dal 971 ed è fra le più antiche pievi del territorio. Risale all'IX secolo o forse addirittura al periodo carolingio, cioè al VIII secolo. Parti della struttura sono state aggiunte in tempi successivi, come ad esempio la zona absidale, costruita nell'XI secolo, e la torre campanaria, qualche secolo dopo. In una documentazione notarile del 1038 la pieve risultava vicina ad una fortificazione e ad una masseria. Apparteneva alla contessa Matilde di Canossa che nel 1108 rinunciò ai suoi diritti su tutto il borgo, cedendoli al vescovo Dodone, quindi alla diocesi di Modena. La chiesa, data la scarsa rilevanza strategica del territorio e il suo isolamento, rimase a lungo inalterata sino alla metà del XVIII secolo, quando la struttura originale romanica venne parzialmente modificata secondo il gusto barocco. Sembra verosimile che in tale momento sia stata innalzata la navata centrale e sopraelevata anche la torre campanaria. 	Durante il XX secolo fu oggetto in vari momenti (1913 e 1937) di restauri conservativi e anche di modifiche all'esistente. Altri interventi più recenti sono stati effettuati tra il 1997 e il 2001, sino al 2017, quando è stato necessario intervenire sulla facciata per problemi legati all'erosione troppo veloce dei suoi blocchi di pietra arenaria.

## Descrizione

### Esterni
La chiesa si trova in posizione isolata ed elevata nel territorio di Rocca Santa Maria, frazione di Serramazzoni, in provincia di Modena. La chiesa mostra l'orientamento tradizionale verso est ed ha struttura basilicale già nella facciata, che evidenzia la presenza della sala a tre navate. Il grande portale di accesso è con arco a tutto sesto ed è sormontato in asse da una piccola bifora, frutto delle modifiche del XVIII secolo. La torre campanaria si alza in posizione arretrata sulla destra, sopra la zona dell'abside. Le pareti dell'edificio sia esterne che interne sono in pietra a vista. Non lontano dalla pieve, dove anticamente sorgeva la rocca, si conserva una campana tra le più antiche della provincia di Modena, con lo stemma dei nobili Da Savignano e la data impressa con l'anno 1370. Questa venne donata al borgo da Ugolino da Savignano, allora podestà di Parma e di Perugia oltre che signore locale e di Monfestino.

### Interni
L'interno si compone di tre navate e l'aspetto di maggior interesse artistico è costituito dai notevoli capitelli posti sulle colonne basse e robuste. Questi, risalenti all'XI secolo, sono in primitivo stile romanico e sono particolarmente elaborati con intrecci vegetali, foglie, fiori e nastri. Vengono ritenuti fra i più belli dell'Italia del nord. Nel pilastro che si trova nella parte absidale, a sinistra dell'altare maggiore, si conserva un antico tabernacolo con scolpiti i simboli dell'Eucaristia rappresentati da un calice e da alcune spighe. Nella navata sinistra si conserva inoltre il frammento di un affresco forse tardomedievale che raffigura un santo.